# 长梗守宫木
长梗守宫木（学名：Sauropus macranthus）为大戟科守宫木属下的一个种。其种加词“Macranthus ”意为“大花的”。
现接受名为Breynia macrantha (Hassk.) Chakrab. & N.P.Balakr., 2012。